# Аніщик Михайло Трохимович
Михайло Трохимович Аніщик (16 жовтня 1905, с. Була, Івацевицький район — 8 лютого 1973) — діяч революційного руху в Західній Білорусі.

## Життєпис
Член КПРС з 1925 року. З 1926 року. у Білоруської селянсько-робітничої громаді. 1929 року секретар Слонімського окружного комітету КСМЗБ. 1934 року секретар Слонімського окружного комітету КПЗБ. За революційну діяльність тричі ув'язнений. 1939 року під час возз'єднання Західної Білорусі Червоною Армією створював загони робітничої гвардії. Після возз'єднання Західної Білорусі з БРСР голова Слонімського міськвиконкому. У роки Другої світової війни в Червоній Армії, з червня 1943 р. в тилу ворога, помічник уповноваженого ЦК КП(б)Б і Білоруського штабу партизанського руху по Барановицькій області, керівник Слонімського міжрайпартцентру КП(б)Б, редактор його підпільного органу — газети «Вільна праця». Після війни на партійній і радянській роботі. Депутат Верховної Ради БРСР у 1955—1963 рр.